# Mychonia ochracea
Mychonia ochracea är en fjärilsart som beskrevs av Paul Dognin 1911. Mychonia ochracea ingår i släktet Mychonia och familjen mätare. Inga underarter finns listade i Catalogue of Life.